# Blackpool
Blackpool este un oraș și o Autoritate Unitară în regiunea North West England. 

## Imagini

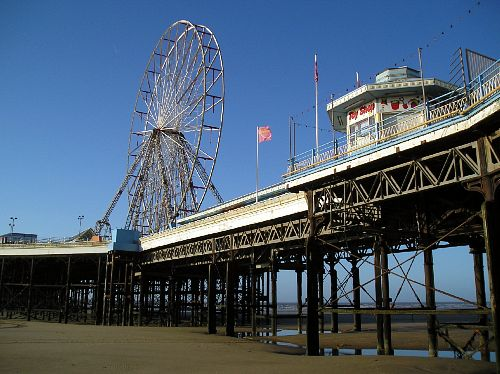
Portul orașului Blackpool
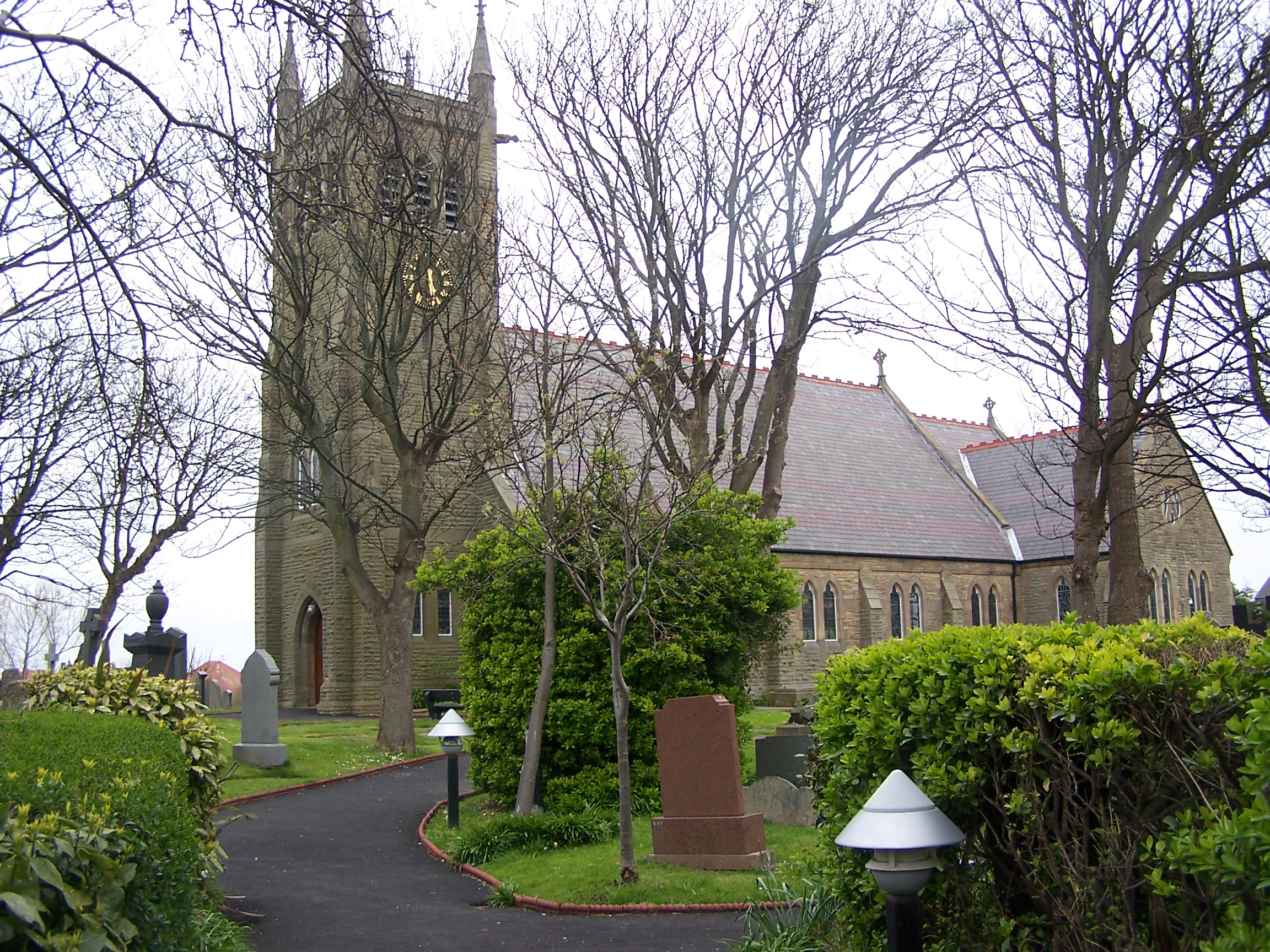
Biserica Parohială Bispham
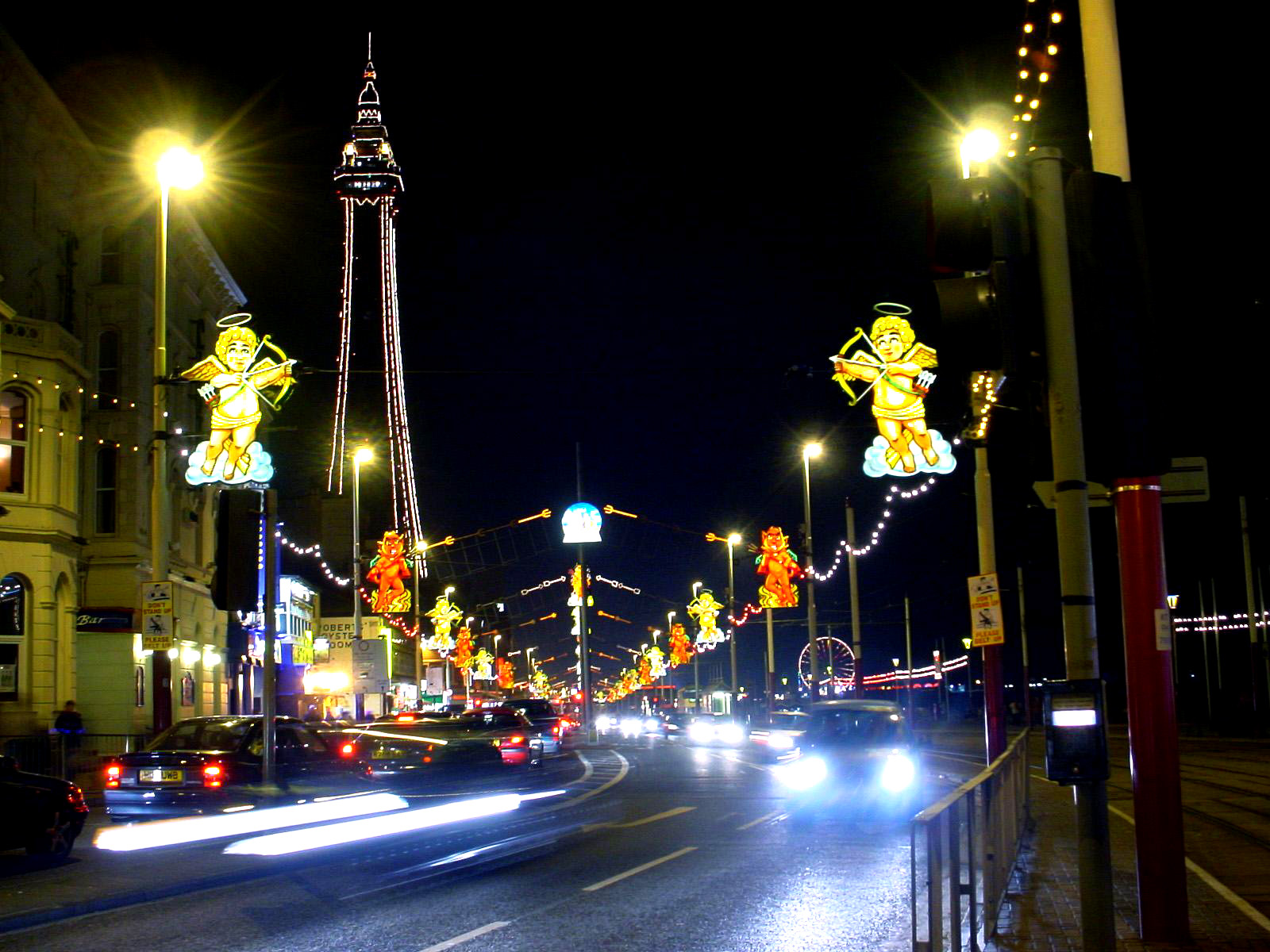
Turnul orașului Blackpool